# Copa Suruga Bank
Puchar Banku Suruga (hiszp. Copa Suruga Bank, jap. スルガ銀行チャンピオンシップ) – coroczne klubowe rozgrywki piłkarskie pomiędzy zdobywcą japońskiej J. League Cup oraz zdobywcą południowoamerykańskiej Copa Sudamericana organizowane przez CONMEBOL (hiszp. Confederación Sudamericana de Fútbol) oraz Japan Football Association. Według danych z 2014 roku z 7 finałów 5 razy triumfował zwycięzca Pucharu Japonii, a 2 Copa Sudamericana.

## Historia
Zapoczątkowany został w 2008 roku przez CONMEBOL i Japan Football Association jako Puchar Banku Suruga. W rozgrywkach uczestniczyły zespoły, które zdobyły Puchar Ligi Japońskiej oraz Copa Sudamericana. Mecz pomiędzy tymi zespołami zawsze odbywa się na stadionie Japonii i jest sponsorowany przez Suruga Bank. Gospodarzem jest stadion japońskiej drużyny który zdobył J. League Cup. Inauguracyjny mecz o Pucharu Banku Suruga został rozegrany 30 lipca 2008 roku w Osace na stadionie Nagai. Pierwszym zwycięzcą został argentyński Arsenal Sarandí który pokonał 1:0 Gamba Osaka.

## Finały
| 2008 Szczegóły | Arsenal Sarandí        | 1:0                    | Gamba Osaka          | Stadion Nagai, Osaka                  |  |
| 2009 Szczegóły | SC Internacional       | 2:1                    | Oita Trinita         | Stadion Ōita, Ōita                    |  |
| 2010 Szczegóły | F.C. Tokyo             | 2:2 po dogr. karne 4:3 | LDU Quito            | Stadion Olimpijski, Tokio             |  |
| 2011 Szczegóły | Júbilo Iwata           | 2:2 po dogr. karne 4:2 | Independiente        | Stadion Shizuoka, Fukuroi             |  |
| 2012 Szczegóły | Kashima Antlers        | 2:2 po dogr. karne 7:6 | Universidad de Chile | Stadion Kashima, Kashima              |  |
| 2013 Szczegóły | Kashima Antlers        | 3:2                    | São Paulo FC         | Stadion Kashima, Kashima              |  |
| 2014 Szczegóły | Kashiwa Reysol         | 2:1                    | CA Lanús             | Hitachi Kashiwa Soccer Stadium, Chiba |  |
| 2015 Szczegóły | River Plate            | 3:0                    | Gamba Osaka          | Expo '70 Commemorative Stadium, Osaka |  |
| 2016 Szczegóły | Independiente Santa Fe | 1:0                    | Kashima Antlers      | Stadion Kashima, Kashima              |  |
| 2017 Szczegóły | Urawa Red Diamonds     | 1:0                    | Chapecoense          | Stadion Saitama, Saitama              |  |
| 2018 Szczegóły | Independiente          | 1:0                    | Cerezo Osaka         | Stadion Nagai, Osaka                  |  |
| 2019 Szczegóły | Athletico Paranaense   | 4:0                    | Shonan Bellmare      | Stadion Shonan BMW, Hiratsuka         |  |

## Klasyfikacja medalowa
| Miejsce | Kraj      | Klub                   | Zwycięzca | Finalista | Razem | Lata zwycięstw | Lata porażek |
| ------- | --------- | ---------------------- | --------- | --------- | ----- | -------------- | ------------ |
| 1.      | Japonia   | Kashima Antlers        | 2         | 1         | 3     | 2012, 2013     | 2016         |
| 2.      | Argentyna | Independiente          | 1         | 1         | 2     | 2018           | 2011         |
| 3.      | Argentyna | Arsenal Sarandí        | 1         | 0         | 1     | 2008           |              |
| 3.      | Brazylia  | SC Internacional       | 1         | 0         | 1     | 2009           |              |
| 3.      | Japonia   | F.C. Tokyo             | 1         | 0         | 1     | 2010           |              |
| 3.      | Japonia   | Júbilo Iwata           | 1         | 0         | 1     | 2011           |              |
| 3.      | Japonia   | Kashiwa Reysol         | 1         | 0         | 1     | 2014           |              |
| 3.      | Argentyna | River Plate            | 1         | 0         | 1     | 2015           |              |
| 3.      | Kolumbia  | Independiente Santa Fe | 1         | 0         | 1     | 2016           |              |
| 3.      | Japonia   | Urawa Red Diamonds     | 1         | 0         | 1     | 2017           |              |
| 3.      | Brazylia  | Athletico Paranaense   | 1         | 0         | 1     | 2019           |              |
| 12.     | Japonia   | Gamba Osaka            | 0         | 2         | 2     |                | 2008, 2015   |
| 13.     | Japonia   | Oita Trinita           | 0         | 1         | 1     |                | 2009         |
| 13.     | Ekwador   | LDU Quito              | 0         | 1         | 1     |                | 2010         |
| 13.     | Chile     | Universidad de Chile   | 0         | 1         | 1     |                | 2012         |
| 13.     | Brazylia  | São Paulo FC           | 0         | 1         | 1     |                | 2013         |
| 13.     | Argentyna | CA Lanús               | 0         | 1         | 1     |                | 2014         |
| 13.     | Brazylia  | Chapecoense            | 0         | 1         | 1     |                | 2017         |
| 13.     | Japonia   | Cerezo Osaka           | 0         | 1         | 1     |                | 2018         |
| 13.     | Japonia   | Shonan Bellmare        | 0         | 1         | 1     |                | 2019         |

## Osiągnięcia krajowe
| Miejsce | Kraj      | Zwycięzca | Finalista | Razem |
| ------- | --------- | --------- | --------- | ----- |
| 1.      | Japonia   | 6         | 6         | 12    |
| 2.      | Argentyna | 3         | 2         | 5     |
| 3.      | Brazylia  | 2         | 2         | 4     |
| 4.      | Kolumbia  | 1         | 0         | 1     |
| 5.      | Ekwador   | 0         | 1         | 1     |
| 5.      | Chile     | 0         | 1         | 1     |